# Usos del tiempo
Los usos del tiempo es un concepto que hace referencia a la distribución del tiempo en la vida cotidiana, teniendo en cuenta las necesidades personales en las diferentes etapas de la vida y analiza cómo las desigualdades sociales, económicas y de género afectan a la manera en que las personas experimentan y utilizan el tiempo. 
Los usos de los tiempos aborda la cuestión de la pobreza de tiempo y la falta de tiempo propio en nuestra sociedad, destacando la necesidad de reducir las desigualdades derivadas de una distribución injusta del tiempo y analiza cómo este desequilibrio afecta especialmente a las mujeres y las personas en situación de vulnerabilidad y se centra en transformar la pobreza de tiempo en el derecho al tiempo para la vida a través de intervenciones y políticas públicas más saludable. 

### Clasificación
Estos usos del tiempo se categorizan de manera teórica para diferenciarlos y analizarlos, aunque en la vida cotidiana los diferentes usos del tiempo están interrelacionados y pueden ocurrir de forma simultánea: 
- Tiempo de cuidados: tiempo dedicado a la realización de las actividades necesarias para el sostenimiento de la vida, tanto la propia (comida, dormir, etc.) como la de las personas a cargo de niños y niñas, personas dependientes, etc. y tiempo de trabajo doméstico que es el dedicado al desarrollo de las tareas dirigidas al mantenimiento del hogar (gestión administrativa, compra, limpieza, etc.).
- Tiempo de desplazamientos: tiempo dedicado a la movilización en transporte para llevar a cabo las diferentes actividades diarias, sean rutinarias o no.
- Tiempo laboral: tiempo dedicado al desarrollo de una actividad remunerada entendida desde el trabajo productivo.
- Tiempo personal: tiempo de ocio, dedicado al desarrollo de actividades de interés personal o hobbies, que se pueden realizar individualmente (leer, hacer deporte, etc.) o colectivamente (tiempo en familia, encuentros con amigos, actividades culturales, etc.) que la persona realiza por elección propia y que puede decidir dejar de hacer en cualquier momento, y tiempo de estudio, participación social, etc. que es el tiempo dedicado a actividades educativas y formativas, a la movilización colectiva y ciudadana, por ejemplo.[3]

## Debate internacional
Esta cuestión de los usos del tiempo ha sido un tema de debate e interés internacional, especialmente en la Semana de los Horarios y el Tiempo, que desde 2020 busca promover buenas prácticas en la gestión del tiempo y aborda temas como las desigualdades en el uso del tiempo, su impacto sobre el género, la salud y la productividad, y busca encontrar soluciones para garantizar el derecho al tiempo como parte de los derechos fundamentales.  El evento reúne a expertos, instituciones públicas, organizaciones sociales y ciudadanía de todo el mundo para compartir conocimientos, debatir y presentar iniciativas sobre cómo gestionar mejor el tiempo en las sociedades modernas. Incluye debates, talleres y presentaciones de estudios sobre los usos del tiempo y fomenta la colaboración entre diferentes organizaciones de Cataluña para organizar actividades durante la semana. 

### Declaración de Barcelona
La Declaración de Barcelona ha jugado un papel importante en la promoción de estrategias para gestionar mejor los usos del tiempo y ha ayudado a consolidar la idea del tiempo como derecho fundamental, buscando un mejor equilibrio en la gestión del tiempo y una distribución más justa y sostenible en diferentes ámbitos de la vida cotidiana y destaca como temas principales:
- Derecho al tiempo: el derecho al tiempo debe ser reconocido de forma universal y distribuido de forma equitativa a través de políticas de tiempo que ayuden a mejorar la salud, el bienestar y la productividad, mientras contribuyen a los esfuerzos de sostenibilidad, como la promoción de la movilidad sostenible a través del concepto de ciudades de 15 minutos.

- Salud y bienestar: la organización del tiempo afecta a la salud de las personas, especialmente a través de los ritmos circadianos . Las alteraciones de estos ritmos naturales se han asociado a diversos problemas de salud, como enfermedades cardiovasculares, diabetes y problemas de salud mental.

- Desigualdad de género: el impacto desproporcionado de la pobreza de tiempo sobre las mujeres que suelen tener menos tiempo para sí mismas debido a las responsabilidades de cuidado y las tareas domésticas, que agrava aún más la brecha de género en el uso del tiempo.

- Impactos económicos y sociales: las políticas de gestión del tiempo deben diseñar modelos laborales, educativos y de servicios públicos que ayuden a mejorar la productividad y a afrontar los retos que presenta la digitalización y la automatización del trabajo.

A su vez, el Plan de Trabajo 2022-2023 establecido en la Declaración de Barcelona ha jugado un papel importante en la promoción de estrategias para gestionar mejor los usos del tiempo y ha ayudado a consolidar la idea del tiempo como un derecho fundamental, buscando un mejor equilibrio en la gestión del tiempo y una distribución más justa y sostenible en diferentes ámbitos de la vida cotidiana. Este plan se centra en la creación de políticas urbanas y europeas que busquen una mejor distribución del tiempo en el ámbito global y local. Algunas de las iniciativas destacadas incluyen la creación de un libro blanco para guiar a las políticas locales y regionales sobre el tiempo, así como la expansión de la Red Mundial de Gobiernos Locales y Regionales por las Políticas del Tiempo. Barcelona, como ciudad capital de las Políticas del Tiempo entre 2022-2023, ha sido un referente importante en esta labor. 